# Conophyma cercatum
Conophyma cercatum är en insektsart som först beskrevs av Willy Adolf Theodor Ramme 1939.  Conophyma cercatum ingår i släktet Conophyma och familjen Dericorythidae. Inga underarter finns listade i Catalogue of Life.